# Todos sus Singles y EP's 1982-1998 (álbum)
Todos sus singles y EP 1982-1998 es un doble disco recopilatorio del grupo musical Aviador Dro editado en el año 2001 por el sello "Ventura Music" bajo la referencia VE-CS-0156-2.
Se trata de una recopilación de todos los sencillos en formato vinilo y CD del período 1982-1998 remasterizados digitalmente. Para compensar la falta de los sencillos de 1980-1981, se incluyen dos "bonus tracks" de la primera sesión de 1979.
Se incluye un libreto, en el que se encuentra una pequeña biografía del grupo y una serie de datos informativos sobre los sencillos y EP más destacados. 

## Lista de canciones
| Título                                        | Autor                                   | Duración |
| --------------------------------------------- | --------------------------------------- | -------- |
| Sintonía del refugio atómico                  | Servando Carballar                      | 1:13     |
| Nuclear sí (por supuesto)                     | Servando Carballar                      | 2:57     |
| El retorno de Godzilla                        | Servando Carballar                      | 2:22     |
| Varsovia en llamas                            | Servando Carballar                      | 3:32     |
| Rusos, S.A.                                   | Servando Carballar                      | 3:27     |
| Anarquía en el planeta                        | (Versión Sex Pistols)                   | 2:51     |
| El intruso                                    | Servando Carballar                      | 4:08     |
| Amor industrial                               | Servando Carballar                      | 4:47     |
| Amor industrial (instrumental)                | Servando Carballar                      | 3:29     |
| Síntesis                                      | Servando Carballar                      | 2:52     |
| En equipo                                     | Servando Carballar, Marta Cervera       | 5:42     |
| Baila la guerra                               | Servando Carballar                      | 4:43     |
| La interferencia (de los paranoides)          | Servando Carballar                      | 3:13     |
| El color de tus ojos al bailar                | Servando Carballar                      | 4:00     |
| Tejidos                                       | Servando Carballar                      | 4:38     |
| Himno aéreo                                   | Servando Carballar                      | 6:37     |
| Aterriza en mí                                | Servando Carballar                      | 3:53     |
| La ciudad en movimiento                       | Servando Carballar, Manuel Guio         | 3:38     |
| Cromosomas salvajes                           | Servando Carballar                      | 5:37     |
| La única solución es la venganza              | Servando Carballar, Marta Cervera       | 3:55     |
| Nunca puedo decir no                          | Servando Carballar, José Antonio Gómez  | 2:48     |
| Voy a despegar                                | Servando Carballar, Alejandro Sacristán | 2:48     |
| Histeria colectiva                            | Servando Carballar, José Antonio Gómez  | 4:05     |
| Corazón artificial                            | Servando Carballar                      | 4:02     |
| El progreso es para quien lo merece           | José Antonio Gómez                      | 1:41     |
| Pícnic en Formalhaut                          | Servando Carballar                      | 2:32     |
| Dragón                                        | Servando Carballar                      | 3:49     |
| La única solución es la venganza (en directo) | Servando Carballar, Marta Cervera       | 3:34     |
| Vivir para morir                              | Servando Carballar                      | 4:15     |
| Patrullando                                   | Servando Carballar                      | 3:20     |
| Pálida                                        | Servando Carballar                      | 4:14     |
| Interzona                                     | Mario Gil                               | 3:09     |
| Ella perdió el control                        | (Versión Joy Division)                  | 5:52     |
| Néstor el Cyborg (en directo)                 | Servando Carballar                      | 3:20     |
| La modelo (en directo)                        | (Versión Kraftwerk)                     | 4:19     |
| 22 Senderos                                   | Servando Carballar, Mario Gil           | 4:13     |
| Base lunar Alpha                              | Servando Carballar                      | 2:49     |
| La chica de Plexiglás (bonus track)           | Servando Carballar                      | 2:12     |
| La visión (bonus track)                       | Servando Carballar                      | 1:39     |